# Outgert Ariss Akersloot
Outgert Ariss Akersloot (Haarlem, 1576-1649) est un orfèvre de l'Âge d'or néerlandais.

## Biographie
Né à Haarlem en 1576, Outgert Ariss Akersloot en devient l'un des régents de 1618 à 1649.
Le 17 janvier 1625, il devient membre de l'amirauté d'Amsterdam, poste qu'il occupe jusqu'au 3 mai 1628. Il fait partie de la garde civile de Haarlem, ce qui lui vaut d'être représenté par Frans Hals dans le Banquet des officiers du corps des archers de Saint-Adrien (1627).
Il devient commissaire de la guilde de Saint-Luc de Haarlem en 1630 ou en 1631. La même année, il signe la pétition de Salomon de Bray qui vise à réorganiser la guilde.
Il a deux fils, tous les deux graveurs : Cornelis van Kittensteyn et Willem Outgertsz Akersloot (qui a fait un portrait d'Outgert en 1620, voir ci-contre).
Outgert Ariss Akersloot meurt à Haarlem en 1649.